# 布列訥的約翰
布列訥的約翰（法語：Jean de Brienne，1170年—1237年3月27日）1210年至1255年为耶路撒冷国王，1229年至1237年为拉丁帝國皇帝。早年为低階贵族，因与法国国王腓力二世结交，迎娶耶路撒冷女王蒙特费拉的玛丽亚，1210年抵達巴勒斯坦阿克雷，瑪麗亞死後擔任女兒伊莎贝拉二世的摄政，与埃及和叙利亚苏丹签署五年停战协议，期间说服教宗英诺森三世发起第五次十字军东征，最终失败。

## 家庭
1210年，約翰與蒙特費拉的瑪麗亞結婚，兩人的女兒是伊莎貝拉二世，耶路撒冷女王。
1224年，約翰與雷昂的貝倫加利亞結婚，兩人共有3子1女：
1. 瑪麗（英语：Marie of Brienne）（—1275年）
2. 阿爾方斯（—1270年）
3. 路易（英语：Louis of Brienne）（—1297年）
4. 約翰（英语：John II of Brienne）（—1296年）